# Lubycza Królewska (przystanek kolejowy)
Lubycza Królewska – towarowa stacja kolejowa w Lubyczy Królewskiej, w województwie lubelskim, w Polsce. Znajdują się tu 2 perony.

## Ruch pasażerski
| Rok  | Wymiana pasażerska na dobę |
| ---- | -------------------------- |
| 2017 | 0-9                        |
| 2022 | 0-9                        |